# Трахикарпус Форчуна
Трахикарпус Форчуна (лат. Trachycarpus fortunei) — вечнозелёная пальма, один из видов рода Трахикарпус (Trachycarpus).

## Ареал
Аборигенный вид для Юго-Восточной Азии, от Мьянмы и Индии до Японии. В горах может произрастать до высоты 2400 м.
Благодаря морозоустойчивости интродуцирован в качестве декоративного растения в таких регионах умеренного климата, как Британская Колумбия, Ирландия, Шотландия, Франция и другие. В Южной Швейцарии трахикарпус Форчуна признан инвазивным видом и вызывает беспокойство экологов.

## Описание
Вечнозелёное дерево, веерная пальма, обычно достигающее высоты 10–15 м. Диаметр ствола — 15–30 см.
Листья имеют длинные голые черешки, за исключением двух рядов мелких шипов, оканчивающихся округлым веером из многочисленных листочков. Каждый лист имеет длину 140–190 см, черешок 60–100 см в длину, а листки до 90 см в длину.
Растение двудомное: мужские (жёлтые) и женские (зеленоватые) цветки растут на разных деревьях. Цветки 2–4 мм в поперечнике, весной собраны в большие разветвлённые метёлки длиной до метра. Плод представляет собой костянку от жёлтого до сине-чёрного цвета длиной 10–12 мм, созревающую к середине осени.

## Культивирование
Трахикарпус Форчуна — самая морозоустойчивая пальма (наряду с хамеропсом). Взрослые растения без особого ущерба могут переносить кратковременное похолодание до −20 °С.

## Применение
Выращивается в Китае и Японии на протяжении тысячелетий из-за его грубого, но очень прочного волокна, используемого для изготовления верёвок, мешков и других грубых тканей, где важна большая прочность.
Молодые бутоны трахикарпуса в Китае используются в кулинарии.

## Галерея
- Листья трахикарпуса Форчуна
- Дикорастущие трахикарпусы Форчуна
- Под снегом в Нью-Джерси
- Трахикарпус Форчуна в Ванкувере